# Cebur
Cebur (ou Chebur) foi um bispo do País de Gales durante o século X.
Durante o reinado de Howel, ele foi a Roma com os bispos de São Davi e Bangor.